# Хади, Жанвье
Жанвье Хади (фр. Janvier Hadi, род. 15 января 1991, Кигали) — руандийский шоссейный велогонщик.

## Карьера
В период с 2011 по 2018 год в рамках Африканского тура UCI стартовал на Туре Руанды, Туре Квита Изины, Туре Эритреи, Тропикале Амисса Бонго, Мзанси Туре, Гран-при Шанталь Бийя, Туре Кот-д’Ивуара, Туре Египта, Туре Камеруна, Туре Сенегала, Туре Константина, Туре Сетифа, Туре Блиды, Туре Аннабы, Туре Орана, Гран-при Орана. В рамках Американского тура UCI стартовал на  Тур ду Рио, Туре Альберты, Классика Колорадо. А в рамках Европейского тура UCI стартовал на Туре Кёльна, Ан Пост Рас, Эшборн — Франкфурт.
В 2012 году вместе с Гасоре Хатегека помог Дидье Муньянезе, с котором они проживали по соседству, начать заниматься профессиональным велоспортом как видом спорта.
В 2014 году участвовал в Играх Содружества 2014 в Глазго (Шотландия). На них сначала занял 19-е место в индивидуальной гонке, уступив 7 минут её победителю британцу Алексу Даусетту. А затем в групповой гонке, проходившей под проливным дождём он как и большинство участников, сошёл с дистанции. Из 139 стартовавших финишировать сумели только 12 человек.
В 2015 году принял участие в Африканских играх 2015, проходивших в Браззавиле (Республика Конго). На них выступил в трёх гонках и завоевал две медали. Стал чемпионом в групповой гонке, бронзовым призёром командной гонке и занял 8-е место в индивидуальной гонке.
Несколько раз принимал участие в чемпионате Африки. Стал вторым на чемпионате Руанды в групповой гонке. Выиграл Гран-при Орана. 

## Достижения
2013
Пролог на Тур Руанды
 Чемпионат Африки — групповая гонка U23
5-й на Чемпионат Африки — групповая гонка
10-й на Чемпионат Африки — индивидуальная гонка
2014
Пролог на Тур Руанды
2-й на Чемпионат Руанды — групповая гонка
3-й на Тур ДР Конго
2015
 Африканские игры — групповая гонка
Гран-при Орана
4-й этап на Тур Аннабы
Race to Remember
Race for Culture
2-й на Тур Кот-д'Ивуара
 Африканские игры — командная гонка
9-й на Африканский тур UCI
2018
Тур ДР Конго
2-й в генеральной классификации
1-й этап

## Рейтинги
| Год                 | 2013 | 2014 | 2015 | 2016   | 2017 | 2018   |
| ------------------- | ---- | ---- | ---- | ------ | ---- | ------ |
| Мировой рейтинг UCI |      |      |      | 2226-й | -    | 1395-й |
| Африканский тур UCI | 98-й | 16-й | 9-й  | 178-й  | -    | 76-й   |
|                     |      |      |      |        |      |        |
| Источник: UCI       |      |      |      |        |      |        |